# Schmittenstein
Schmittenstein är ett berg i Österrike.   Det ligger i distriktet Hallein och förbundslandet Salzburg, i den centrala delen av landet, 240 km väster om huvudstaden Wien. Toppen på Schmittenstein är 1 660 meter över havet, eller 515 meter över den omgivande terrängen. Bredden vid basen är 4,6 km.
Terrängen runt Schmittenstein är huvudsakligen kuperad, men åt sydost är den bergig. Runt Schmittenstein är det ganska tätbefolkat, med 83 invånare per kvadratkilometer.. Närmaste större samhälle är Salzburg, 19,4 km nordväst om Schmittenstein. 
I omgivningarna runt Schmittenstein växer i huvudsak blandskog.